# Strange Beautiful Music: A Musical Memoir
Strange Beautiful Music: A Musical Memoir é o primeiro projeto literário autorizado - autobiografia - do virtuoso guitarrista estadunidense Joe Satriani
| “ | "Estou animado para que meus fãs, através desse livro, possam ter um olhar mais profundo sobre meu processo criativo no estúdio e as histórias por trás das músicas." | ” |

Lançado no dia 22 de Abril de 2014 com o selo BenBella Books, o livro foi escrito em parceria com Jake Brown. Nele, Satriani conta histórias de sua carreira como músico. Há ainda entrevistas com Steve Vai, com os integrantes do Chickenfoot e outras figuras do meio musical, além de fotos inéditas. O prefácio é de autoria do guitarrista Brian May.

## Reedição
Em 2017, Satriani anunciou uma reedição do livro, que foi lançado em formato de livro de bolso, e teve a inclusão de mais um capítulo, que abordou o álbum Shockwave Supernova, de 2015.